# Lucian Gheorghiu
Lucian Gheorghiu (n. 3 iunie 1955, Hunedoara, Hunedoara, România – d. 5 iunie 2016, București, România) a fost un jurnalist român, redactor la Cotidianul de la înființare. A lucrat 25 de ani în aceeași redacție, până în ultima clipă a vieții sale.

## Biografie
Școala și liceul, Lucian Gheorghiu le-a terminat în municipiul Hunedoara. A dat admitere la Facultatea de Drept din București pe care a absolvit-o în anul 1979.
Între anii 1974-1990, a fost antrenor în Hunedoara și Timișoara în mai multe ramuri sportive: handbal feminin, tenis de masă.
A debutat în jurnalism în Timișoara, la „Dialog Liberal”, imediat după Revoluția din decembrie 1989. A lucrat și la ziarul “Oblio”, iar în anul 1991 a început activitatea în redacția ziarului “Cotidianul”, înființat de Ion Rațiu. Aici avut o susținută activitate jurnalistică, pe domeniile politică internă, cultură și sport. A fost corespondent special în timpul acțiunii din Moldova, „Podul de Flori”. A dat corespondente pentru ziarul “Cotidianul” de la toate edițiile festivalelor „Mamaia” și „Cerbul de Aur” , desfășurate după anul 1991. 
Lucian Gheorghiu a fost un simbol, o marcă, un steag al ziarului Cotidianul încă de la începuturile sale. Era de altfel singurul care mai lucra în redacție de la începutul începuturilor, de la primele numere. Atunci, în mai 1991, Ion Rațiu hotărâse să deschidă un ziar în stilul lumii libere. A fost întemeietorul său, mentorul și, în același timp, primul capăt de pod al unei democrații care începea să lege România de lumea largă. La toate conferințele de presă, Lucian Gheorghiu era o figură distinctă. Era similar cu prezența ziarului Cotidianul.
Dan Alexandru Duca: „El, reporterul frenetic, omul căruia dacă îi ceri 500 de semne, îți trimite 5.000 cu doar câteva minute înainte de deadline, spunându-ți zâmbitor “Îți iei tu ce-ți trebuie de acolo”, jurnalistul care-ți poate îngropa senin orice idee, dar care poate scoate din nimic un cap de ziar. Omul care nu a refuzat niciodată un subiect, în stare să sfideze cele mai imposibile statistici și să-ți facă din moțiuni, zile de naștere, mandate, absențe, cifre, subiecte vii și spectaculoase.”

## Premii
Decernare premiu Cotidianul de către dl Ion Rațiu.